# Moritz Schlick
Friedrich Albert Moritz Schlick,( 14. travnja 1882. – 22. lipnja 1936.), bio je njemački filozof i fizičar, i duhovni vođa tzv. Bečkog kruga. 
Schlick je između ostalog studirao fiziku u Berlinu, pod Maxom Planckom. Doktorsku dizertaciju je obranio u Rostocku 1911. o pojmu istine u modernoj logici. 
Radio je kao profesor u Rostocku (1917. – 21.), Kielu (1921. – 22.) i Beču (od 1922). Radio je i kao gostujući profesor u SAD-u dva puta, 1929. i 1931. – 32. Ustrijelio ga je jedan njegov student kada je išao na predavanje 1936. u Beču, i nedugo zatim od posljedica ranjavanja umire.
Na Schlicka su u početku utjecali Ernst Mach, Hermann von Helmholtz i Henri Poincaré, a kasnije Rudolf Carnap i Ludwig Wittgenstein. Bio je centralna figura Bečkog kruga i uvelike je pridonio logičkom pozitivizmu.